# Kwame Vaughn
Kwame Donte Vaughn (Oakland, California, 31 de mayo de 1990) es un jugador de baloncesto estadounidense, perteneciente a la plantilla del Gambusinos de Fresnillo de la LNBP.

## Trayectoria profesional
[actualizar]
El 13 de julio de 2016, Vaughn firmó con el equipo ASVEL, de la LNB Pro A francesa.
[actualizar]